# Kolbus
Kolbus GmbH & Co. KG (grafia apropriada KOLBUS) é um grupo alemão de engenharia mecânica com sede na cidade alemã de Rahden. A empresa foi considerada líder mundial na construção de máquinas de acabamento de livros, desenvolveram e fabricaram sistemas completos de produção em linha para a indústria de processamento de impressão. Desde a venda da unidade de negócios de sistemas de encadernação para a Muller Martini, em janeiro de 2018, a Kolbus se concentrou em máquinas para a produção de capas duras de livros e materiais de embalagens duras.

## História
A história da empresa remonta a 1775, quando Christian Henrich Kolbus, um mestre ferreiro, estabeleceu um tronco ferrador. Em 1900, August Kolbus, descendente de Christian, começou a construir máquinas de encadernação de livros, a máquina de arredondamento e prensagem de livros Rupert, a fábrica foi desmantelada em 1945 como resultado da Segunda Guerra Mundial e reconstruída em 1947 com 35 empregados efetivos. Em 1962, foi desenvolvida a primeira linha de produção de livros totalmente automatizada, capaz de produzir 36 livros por minuto. Em 2006, a KOLBUS recebeu o 1º prêmio "The Best Factory OWL". Assumiu a Sigloch Maschinenbau GmbH & Co. KG, uma fabricante de encadernadoras de livros de Blaufelden, Alemanha, em 2010. O campo de negócios de sistemas de encadernação foi completamente vendido à Muller Martini em 2018.